# ジャクリーン・ケアリー
ジャクリーン・ケアリー（Jacqueline Carey、1964年 - ）は、イリノイ州ハイランドパーク生まれの女流小説家、ファンタジー作家である。

## 経歴
レイクフォレスト大学において心理学および英文学の学位を取得する。在学中に交換プログラムの一環としてロンドンで半年間書店勤務を経験し、当地にて将来作家を職業とすることを決意する。帰国後は地元の大学のアート・センター勤務の傍ら著述を開始する。10年後、2001年に処女作を出版することに成功する。
ケアリーは現在ミシガン州西部に居住している。

## 作品

### テールダンジュ

#### 物語の背景
最初の長編は2001年に出版され、2002年のローカス賞第一長編部門で受賞した“クシエルの矢”である。続編の“クシエルの使徒”および“クシエルの啓示”を加えた三部作は“汝、涸れるまで愛を尽くせ”を教えとする半神エルーアに従う天使国テールダンジュにおける神娼の人生を描く。天使国テールダンジュの地理は実在のフランスに酷似している。加えてギリシャ、英国、イタリア、ドイツそしてスペインなどに対応する架空の国と地域が登場する。
エルーアは唯一の神の御子であり、ユーセフの子イェシュアの血が聖女マグダレーヌの涙と混じりあい、母なる大地の子宮に宿って生を受けたものである。エルーアが地上を放浪し唯一の神により拒絶された時、8人の天使もまた唯一の神を拒否してエルーアの地上における仲間となった。エルーアと天使たちは国を建て、人間と交じり合ったのちにこの世を去った。天使国人はその子孫である。
地上においてエルーアの暮らしを支えるために天使ナーマーが自ら夜をひさいだことにちなみ、天使国では娼婦の生業は神聖なものとされている。天使国はカシエルを除く7天使を守護とした7つの州に分かれ、クールセル王家は王都エルーアから天使国を治めている。シリーズ冒頭においては天使国と他国の関係はおおむね良好であるが、スカルディアは長らく天使国への侵略を試みている。早瀬の主の影響の元で、アルバおよびエーラとは良好ながら希薄な関係である。

#### フェードル三部作
最初の三部作は、神娼の望まれない私生児として生まれ、奉公に売られたフェードル・ノ・デローネイの物語である。フェードルはアングィセットと呼ばれる特殊な才能によって恐ろしい宿命から祖国を救う。フェードル三部作とも呼ばれる。

#### イムリエル三部作
第二の三部作（英国では“反逆者の世継”と名付けられたが、北アメリカではイムリエル三部作と呼ばれることが多い）は、フェードルの物語に続くものである。
第二の三部作における中心人物は、天使国王座の継承順位3位であり、フェードル・ノ・デローネイ・ド・モントレーブの養子となったイムリエル・ノ・モントレーブ・ド・ラ・クールセルである。イムリエルは反逆者メリサンド・シャーリゼの息子であり、"クシエルの使徒”において初めて登場している。
第一、第二の三部作は合わせてクシエルの遺産シリーズと呼ばれている。

#### モイリン三部作
第三の三部作は先行する2つの三部作から2世紀ほどを経た時代を舞台としており、アルバ生まれのモイリンを主人公としている。モイリンは天使国人の父とMaghuinn Dhonnの母の間に生まれ、天使ナーマーの祝福と、Maghuinn Dhonnの熊の女神のしるしの両方を受けた女性である。モイリンは熊の女神の導きであるdiadh-anamを感じることができ、多少の魔法の力を身につけている。

### Sundering 二部作
ケアリーの第二のファンタジーシリーズは　"Sundering"二部作であり、2004年出版の“Banewreaker”と2005年出版の “Godslayer”からなる。 このシリーズは トールキンの指輪物語と類似の世界において、光と闇の戦いを悲劇としておもに闇の側から描いている。

#### 物語の背景
はるか昔、形成者と呼ばれる7人の兄弟神がそれぞれエルフと類似の不死のエリロン族、人間族、ドワーフ族、オークと類似のトロール族などを形作った。最初に生まれしハオメーンは自らが形作ったエリロン族のみに知恵を与えるが、二番目に生まれしアラヒラは自らが形作った人間族にも知恵を与えるよう、三番目に生まれしサトリスに願う。兄弟神の中では唯一何の種族をも形作らなかったサトリスは、姉神の願いに応えて人間族に知恵を与えるが、ハオメーンはこれに怒り、人間族から知恵を取り上げることをサトリスに迫る。サトリスはこれを拒否し、サトリスとハオメーンの間で戦いが始まる。他の5人の兄弟神はすべてハオメーンの側に付き、エリロン族はハオメーンの側に、トロール族はサトリス族の側に、人間族は割れていずれかの側に味方し、ドワーフ族は中立を守った。戦いの結果、世界は東と西に引き裂かれ、サトリスは東の大陸ウル・アラトに取り残され、他の兄弟神は西の大陸に留まることとなった。ハオメーンは未来においてサトリスが滅亡することを予言する。

#### 物語の始まり
物語は形成者の戦いから1000年以上たって、ハオメーンの予言の成就の始まりから描かれ始める。サトリスは3者と呼ばれる配下を持ち、ダークヘイブンに隠れ住んでいる。3者のうちタナロスは、かつて仕える王と自らの妻の不倫に怒り二人を殺害してお尋ね者となり、サトリスに庇護され不死の命を与えられて仕えるようになった将軍である。タナロスは人間族とトロール族を訓練し、来るべき光の側との戦いに備える。物語の大部分はタナロスの視点から描かれる。ヴォラックスはサトリスと盟約を結んで繁栄を謳歌してきたスタシア族の出身である。ウシャヒンはエリロン族と人間族の間に生まれた望まれない子であったが、エリロン族に不具の体とされ心身ともに傷つき、サトリスの庇護のもとに生きてきた。
ハオメーンの予言どおりに、エリロン族の姫セレリンデと、かつてタナロスが殺した王の子孫である人間族のアラクス・アラトルスが婚姻しようとした時、予言の成就を阻止するためにタナロスはセレリンデを誘拐しダークヘイブンに連れ去る。姫を連れ戻すため、ハオメーンに仕える助言者マルサスは7人の仲間で旅を始める。中立を守り、ドラゴンと暮らしてきた女魔術師リリアスは、サトリスに味方して光の軍勢を打ち破るための罠を仕掛ける。他の種族もいずれかの側につくことを迫られ、失われた伝説の武器が見出される。予言を成就させようとする光の側と、これを食い止めようとする闇の側の戦いが始まる。

#### 描写
指輪物語とは異なり、Sundering二部作は予言に抗いながらも滅びようとする闇の側の悲劇として描かれている。闇の側にも宿命と動機、忠誠と誇りがあり、光の側にも迷いがあり、両者の間には心の交流がある。

### Santa Olivia二部作
ケアリーの第三のシリーズは2009年出版の“Santa Olivia”と2011年出版の続編“Saints Astray”からなる。最近のフェイスブックでのコンテストにおいて、ケアリーはファンから“Santa Olivia”の続編の題名を募集している。これは出版社が暫定の題名に難色を示していたためである。変更後の題名“Saints Astray”はケアリーのフェイスブックのファン・ページで2010年8月27日に発表された。

## 作品リスト

### 小説

#### 長編
- “クシエルの世界” シリーズ
  - クシエルの遺産 シリーズ
    - “フェードル三部作” シリーズ
      1. “Kushiel's Dart” ( 2001年6月)　(“クシエルの矢” 、早川書房、2009年6月..2009年10月)
      2. “Kushiel's Chosen” (2002年4月)　(“クシエルの使徒”、早川書房、2009年12月..2010年4月)
      3. “Kushiel's Avatar”(2003年4月)　(“クシエルの啓示”、早川書房、2010年6月..2010年10月)

      - “Earth Begotten” (2003年4月) 限定版の副読本

    - ”イムリエル三部作” シリーズ
      1. “Kushiel's Scion” (2006年6月)　
      2. “Kushiel's Justice”(2007年6月)
      3. “Kushiel's Mercy” (2008年6月)

  - ”モイリン三部作”シリーズ
    1. “Naamah's Kiss” (2009年6月)　
    2. “Naamah's Curse” (2010年6月)
    3. “Naamah's Blessing” (2011年6月)
- ”The Sundering” シリーズ
  1. “Banewreaker” (2004年11月)
  2. “Godslayer” (2005年8月)
- ”Santa Olivia” シリーズ
  1. “Santa Olivia” (2009年5月)
  2. “Saints Astray” (2011年10月)
- ”Agent of Hel” シリーズ
  1. “Dark Currents” (2012年10月)
  2. “Autumn Bones” (2013年10月)
  3. “Poison Fruit” (2014年10月)
- "Miranda and Caliban" (2017年2月)

#### 短編
- "You and You Alone" in “Songs of Love and Death” (2010),edited by George RR Martin and Gardner Dozois
- "In The Matter of Fallen Angels" in “Elemental: The Tsunami Relief Anthology” (2006), edited by Steven Savile and Alethea Kontis
- "The Isle of Women" in “Emerald Magic: Great Tales of Irish Fantasy” (2004), edited by the Rev. Andrew Greeley
- "Jazznight" in “I-94: A Collection of Southwest Michigan Writers” (1997), edited by Brett Van Ernst

#### Online 短編
- "The Peacock Boy,"in “The Scroll” (issue 4, 1995), edited by Thom O'Connor
- "Actaeon," in “The Scroll” (issue 6, 1995)
- "The Antedivulians," “Prisoners of the Night” #9 (1995)
- "In the City," in “Quanta” (1995), edited by Daniel K. Appelquist
- "Bludemagick," in “InterText” (issue #26, July-August 1995), edited by Jason Snell
- "What Bled Through the Wall," in “Clique of the Tomb Beetle” (1996)

### ノンフィクション
- "Angels: Celestial Spirits in Legend & Art” (1997)

## 受賞歴
- 2002 ローカス賞第一長編部門“クシエルの矢”
- 2001 Romantic Times Reviewers' Choice Award, Best Fantasy Novel for “クシエルの矢”
- Barnes & Noble, Top Ten Science Fiction & Fantasy of 2001 “クシエルの矢”
- Amazon.com Editors, Top Ten Fantasy of 2001 “クシエルの矢”
- Borders, Top Ten Fantasy of 2002 “クシエルの使徒”
- Amazon.com Editors, Top Ten Fantasy of 2003 “クシエルの啓示”

## インタビュー
- Jacqueline Carey Writes Sexy Fantasy Because She's Creating a Land Where She'd Like to Live 2009 Interview with TheTorchOnline.com
- Interview with SFFWorld
- Interview on wotmania.com
- (2007) Three-Part, In-Depth Interview at WRITER UNBOXED, conducted by fantasy author Juliet Marillier.

## References
1. ↑  Jacqueline Carey 公式 Site. . Retrieved 2009-1-06.